# بيدلي
بيدلي (بالإنجليزية: Pedley, California)‏ هي مدينة تقع في مقاطعة ريفيرسايد، كاليفورنيا بولاية كاليفورنيا في الولايات المتحدة. تبلغ مساحة هذه المدينة 13.25 (كم²)، وترتفع عن سطح البحر 220 م، بلغ عدد سكانها 12672 نسمة في عام 2010 حسب إحصاء مكتب تعداد الولايات المتحدة .

## التركيبة السكانية
حدّد مكتب تعداد الولايات المتحدة بيانات التركيبة السكانية لبيدلي في تعداد الولايات المتحدة. في ما يلي، التركيبة السكانية حسب تعدادي 2000 و2010.

### تعداد عام 2000
بلغ عدد سكان بيدلي 11,207 نسمة بحسب تعداد عام 2000، وبلغ عدد الأسر 3,180 أسرة وعدد العائلات 2,637 عائلة مقيمة في المنطقة السكنية. في حين سجلت الكثافة السكانية 845.8 نسمة لكل كيلومتر مربع (2,190.6/ميل2). وبلغ عدد الوحدات السكنية 3,289 وحدة بمتوسط كثافة قدره 248.2 لكل كيلومتر مربع (642.8/ميل2).
وتوزع التركيب العرقي للمنطقة السكنية بنسبة 66.85% من البيض و4.61% من الأمريكيين الأفارقة و0.94% من الأمريكيين الأصليين و3.71% من الأمريكيين ذوي الأصول الآسيوية و0.22% من سكان جزر المحيط الهادئ و18.43% من الأعراق الأخرى و5.24% من عرقين مختلطين أو أكثر و34.26% من الهسبانيون أو اللاتينيون من أي عرق.
بلغ عدد الأسر 3,180 أسرة كانت نسبة 53.6% منها لديها أطفال تحت سن الثامنة عشر تعيش معهم، وبلغت نسبة الأزواج القاطنين مع بعضهم البعض 63.9% من أصل المجموع الكلي للأسر، ونسبة 11.9% من الأسر كان لديها معيلات من الإناث دون وجود شريك،  بينما كانت نسبة 7.2% من الأسر لديها معيلون من الذكور دون وجود شريكة وكانت نسبة 17.1% من غير العائلات. تألفت نسبة 12.4% من أصل جميع الأسر من عدة أفراد يعيشون في نفس المنزل ونسبة 5% كانت تتألف من شخص يعيش بمفرده يبلغ من العمر 65 عاماً أو أكثر. وبلغ متوسط حجم الأسرة المعيشية 3.48، أما متوسط حجم العائلات فبلغ 3.76.
بلغ العمر الوسطي للسكان 31.7 عاماً. وكانت نسبة 33% من القاطنين تحت سن الثامنة عشر، وكانت نسبة 9% بين الثامنة عشر والرابعة والعشرين عاماً، ونسبة 29.4% كانت واقعةً في الفئة العمرية ما بين الخامسة والعشرين والرابعة والأربعين عاماً، ونسبة 21% كانت ما بين الخامسة والأربعين والرابعة والستين، ونسبة 6.4% كانت ضمن فئة الخامسة والستين عاماً فما فوق. يوجد لكل 100 أنثى 102.8 ذكر، ويوجد لكل 100 أنثى في الثامنة عشر من عمرها فما فوق 97.6 ذكر.
بلغ متوسط دخل الأسرة في المنطقة السكنية 60,567 دولارًا، أما متوسط دخل العائلة فبلغ 63,239 دولارًا. وكان متوسط دخل الذكور 40,227 دولارًا مقابل 26,508 دولارًا للإناث. وسجل دخل الفرد الخاص بالمنطقة السكنية 20,623 دولارًا. وكانت نسبة 4.7% من العائلات ونسبة 8.7% من السكان تحت خط الفقر، وكان من هؤلاء نسبة 12.4% تحت سن الثامنة عشر ونسبة 7.8% في الخامسة والستين من العمر وما فوق.

### تعداد عام 2010
بلغ عدد سكان بيدلي 12,672 نسمة بحسب تعداد عام 2010، وبلغ عدد الأسر 3,451 أسرة وعدد العائلات 2,804 عائلة مقيمة في المنطقة السكنية. في حين سجلت الكثافة السكانية 956.4 نسمة لكل كيلومتر مربع (2,477.1/ميل2). وبلغ عدد الوحدات السكنية 3,663 وحدة بمتوسط كثافة قدره 276.5 لكل كيلومتر مربع (716.1/ميل2).
وتوزع التركيب العرقي للمنطقة السكنية بنسبة 59.26% من البيض و3.01% من الأمريكيين الأفارقة و0.94% من الأمريكيين الأصليين و4.37% من الأمريكيين ذوي الأصول الآسيوية و0.38% من سكان جزر المحيط الهادئ و27.78% من الأعراق الأخرى و4.27% من عرقين مختلطين أو أكثر و53.45% من الهسبانيون أو اللاتينيون من أي عرق.
بلغ عدد الأسر 3,451 أسرة كانت نسبة 46.8% منها لديها أطفال تحت سن الثامنة عشر تعيش معهم، وبلغت نسبة الأزواج القاطنين مع بعضهم البعض 61% من أصل المجموع الكلي للأسر، ونسبة 12.7% من الأسر كان لديها معيلات من الإناث دون وجود شريك،  بينما كانت نسبة 7.5% من الأسر لديها معيلون من الذكور دون وجود شريكة وكانت نسبة 18.7% من غير العائلات. تألفت نسبة 13.3% من أصل جميع الأسر من عدة أفراد يعيشون في نفس المنزل ونسبة 5.8% كانت تتألف من شخص يعيش بمفرده يبلغ من العمر 65 عاماً أو أكثر. وبلغ متوسط حجم الأسرة المعيشية 3.62، أما متوسط حجم العائلات فبلغ 3.89.
بلغ العمر الوسطي للسكان 33.4 عاماً. وكانت نسبة 27.7% من القاطنين تحت سن الثامنة عشر، وكانت نسبة 11.4% بين الثامنة عشر والرابعة والعشرين عاماً، ونسبة 25.8% كانت واقعةً في الفئة العمرية ما بين الخامسة والعشرين والرابعة والأربعين عاماً، ونسبة 25% كانت ما بين الخامسة والأربعين والرابعة والستين، ونسبة 10% كانت ضمن فئة الخامسة والستين عاماً فما فوق. وتوزع التركيب الجنسي للسكان بنسبة 50.3% ذكور و49.7% إناث.